# Paedophryne verrucosa
Paedophryne verrucosa (лат.) — мелкий вид лягушек из семейства узкоротов или микроквакш (Microhylidae). Эндемики Папуа — Новой Гвинеи. Вместе с видами Paedophryne amauensis и Paedophryne dekot Kraus, 2011 признаны самыми маленькими в мире четвероногими (наземными позвоночными).

## Распространение
Известен только с юго-восточного склона горы Suckling около седловины, соединяющей её с горой Dayman на юго-востоке, провинция Милн-Бэй, Папуа-Новая Гвинея..

## Описание
Длина тела самца 8,1—8,9 мм, самки 8,8—9,3 мм, кожа на верхней стороне тела и подошвах сильно пупырчатая. Лапы относительно короткие, голова короткая и широкая, пятый палец заметно короче следующего, относительно большие диски на третьем и четвертом пальцах. Верхняя сторона тела светло-коричневая с чёрными крапинками.
Песня самца похожа на звук, который получается при быстром проведении пальцем по гребёнке.
Населяет лесную подстилку под пологом произрастающего на склоне предгорного тропического леса.

## Этимология
Новый вид был описан Фредом Крауссом (Fred Kraus) из Музея Бернис Бишоп в Гонолулу (Гавайи, США). Название вида «verrucosa» — латинское прилагательное, означающее «покрытый бородавками».